# Torbjörn Blomdahl
Torbjörn Blomdahl est un joueur suédois de billard carambole né le 26 octobre 1962. Il a remporté plusieurs titres de Championnat du monde de 3 bandes: 5 titres de l'Union mondiale de billard (UMB) et 8 titres de la Billiards World Cup Association (BWA). Sa technique de jeu a révolutionné le 3 bandes. Il a également été champion d'Europe de 3 bandes à 8 reprises.